# Жупкино
Жупкино (рос. Жупкино) — присілок у Волховському районі Ленінградської області Російської Федерації.
Населення становить 3 особи. Належить до муніципального утворення Усадищенське сільське поселення.

## Історія
Згідно із законом № 56-оз від 6 вересня 2004 року належить до муніципального утворення Усадищенське сільське поселення.

## Населення
| 1838 | 1862 | 1997 | 2007 | 2010 | 2017 |
| ---- | ---- | ---- | ---- | ---- | ---- |
| 31   | ↗59  | ↘2   | ↘1   | ↘0   | ↗3   |